# More kiss (dosの曲)
「more kiss」（モア・キス）は、日本の音楽ユニット・dosの2枚目のシングル。1996年7月31日にORUMOK RECORDSから発売された。

## 概要
- TBS系ドラマ『ひと夏のプロポーズ』挿入歌。
- 小室哲哉から連絡があって東京のスタジオに呼ばれた前田たかひろが、前田の目の前でリズムパターン→ベースライン→メロディを、ベーシックなデモでありながらあっという間にアレンジ作業まで踏み込んで制作していく小室を見て、驚きと共に対抗心を抱き、その場でワンコーラス分の歌詞を書き上げた。その前田の姿勢に驚きながらも喜び、その他の部分は前田の家で仕上げたが、その際の小室のリクエストが「思いっきりエッチにしていいよ」という内容だったので、思う存分に書いた[1]。
- 3・4曲目は独自のバージョン表記となっているが、リミックスではなくバックトラックである。

## 収録曲
| 全作詞: 前田たかひろ。 |                                     |              |            |      |
| #                      | タイトル                            | 作詞         | 作曲・編曲 | 時間 |
| 1.                     | 「more kiss (Straight Run Mix)」    | 前田たかひろ | 小室哲哉   | 4:58 |
| 2.                     | 「BLISS (Straight Run Mix)」        | 前田たかひろ | 久保こーじ | 4:47 |
| 3.                     | 「more kiss (Summer Vacation Mix)」 | 前田たかひろ |            | 4:58 |
| 4.                     | 「BLISS (Midnight Mix)」            | 前田たかひろ |            | 4:45 |
| 合計時間:              | 合計時間:                           | 合計時間:    | 19:28      |      |

### クレジット
- Produced : 小室哲哉
- Mixed : Dave Way

## 楽曲の収録アルバム
- オリジナル『chartered』（1996年）
- オムニバス『ORUMOK COMPILATION 1995 to 1998』（1998年）